# District de Toyono
Le district de Toyono (豊能郡, Toyono-gun) est un district de la préfecture d'Ōsaka au Japon.
Lors du recensement de 2000, sa population était estimée à 39 908 habitants pour une superficie de 133 km2 (réestimé depuis à 33 751 personnes en août 2010). C'est donc le district le plus étendu de la préfecture.
Il abrite à Nose le siège de la compagnie de chemin de fer Nose Electric Railway.

## Communes du district
- Nose
- Toyono